# Suikoden (datorspelsserie)
Suikoden, i Japan känd som Gensō Suikoden (幻想水滸伝?), är en datorrollspelsserie som produceras av spelföretaget Konami. Med tiden kom Suikoden-serien att bli ett av Konamis viktigaste varumärken, men i likhet med företagets andra viktigare serier såsom Metal Gear, Castlevania och Silent Hill, har satsningar på serien uteblivit på senare år. Serien är löst baserad på den kinesiska rövarromanen Berättelser från träskmarkerna. Suikoden skapades av Yoshitaka Murayama, som lämnade Konami i samband med utvecklandet av seriens tredje del. Serien lades så småningom på is och Konami annonserade att de upplöst det team som arbetade med Suikoden. Detta har dock inte hindrat seriens fans från att även fortsättningsvis efterfråga en fortsättning på serien. Seriens popularitet har dessutom växt med åren vilket har gjort att särskilt de två första delarna, som trycktes i begränsad upplaga, numera är mycket sällsynta och säljes till höga priser. Särskilt Suikoden II har rönt uppmärksamhet för sin mycket dramatiska och välskrivna handling och förekommer ofta på listor över de bästa rollspelen någonsin.
Suikoden-serien skiljer sig från många andra japanska rollspelsserier i vissa avseenden, som gjort att serien stuckit ut och som bidragit till dess popularitet. Till skillnad från mycket annan fantasy lägger Suikoden betydligt större vikt vid politiskt drama i sitt berättande, vilket har fått en del skribenter att likna handlingen vid handlingen i tv-serien "Game of Thrones". Även om magi och övernaturliga ting existerar i Suikodens värld så är det hela tiden folken och de komplexa relationerna mellan deras olika samhällen - kungadömen, imperier, stadsstater, federationer, hövdingadömen etcetera - som står i fokus. Det för Suikoden mest karaktäristiska draget är att det i varje spel finns hela 108 karaktärer som är möjliga att rekrytera. De flesta av dessa är som regel spelbara, och de andra karaktärerna erbjuder andra typer av tjänster och fördelar. Den oerhörda mångfalden av karaktärer och kulturer, och berättelserna om deras mer eller mindre lyckade sätt att koexistera med varandra, är en av de saker som kritiker ofta lyfter som en av seriens största styrkor.
En annan för japanska rollspel ganska ovanlig aspekt är att hela serien, bortsett från de sista delarna Suikoden Tierkreis och Suikoden: Tsumugareshi Hyakunen no Toki (som kan betraktas som spin-offs), utspelar sig i samma värld. Detta har gjort det möjligt för Konami att utveckla världen och spinna vidare på en del trådar. Det innebär till exempel att en del karaktärer från tidigare spel återvänder i andra delar. Tidigare till synes obetydliga karaktärer kan få mycket större roller att spela i andra delar av historien, och en del gåtor får sina svar, även om några av seriens största mysterier hittills inte fått någon förklaring (vilket är ett viktigt skäl till att fansen så enträget efterfrågar en fortsättning). Även om varje del är fristående finns intressanta beröringspunkter mellan spelen vilket skapar ett mervärde för den som spelar flera delar i serien. En särskilt ovanlig och intressant konsekvens av detta är att det är möjligt att föra över sparade spelfiler från vissa spel i serien till andra delar. Detta ger bland annat olika bonusar till återvändande karaktärer, spelaren kan föra över vissa namn och komma åt en del scener med koppling till tidigare händelser som man annars inte är tillgängliga.  

## Ödets 108 stjärnor - handlingens kärna
Liksom den kinesiska litterära förlagan kretsar varje Suikoden-spel kring en politisk konflikt som blossar upp i någon del av Suikoden-världen. I samband med detta samlas i varje spel en stor grupp människor, med mycket olika social och kulturell bakgrund, för att gemensamt kämpa mot de politiska krafter som har en negativ inverkan i regionen. Karaktärerna har förstås också väldigt olika motiv till att de vill bidra, och det sker ibland mer eller mindre frivilligt. Med tiden kommer denna grupp att mer och mer efterlikna en hel militär styrka, då allt fler människor ansluter sig. I samband med att gruppen växer skaffar de så småningom en bas, ofta i form av ett övergivet slott eller liknande, där alla kan få plats. Gruppens "kärntrupp" består alltid, precis som i den kinesiska förlagan, av 108 personer, även om många andra människor också ansluter sig. Varje person representerar en av "ödets 108 stjärnor", och var och en av dessa stjärnor har ett eget namn. Varje stjärnas egenhet återspeglas i de personer som representerar stjärnan. Spelaren styr som regel gruppens ledare, Tenkai-stjärnans representant, och denna person är oftast en så kallad "tyst protagonist" som spelaren namnger själv. I Berättelser från Träskmarkerna var huvudpersonen en rövare och hans följeslagare var ett rövarband. Detta återspeglas i Suikoden-spelen av att gruppen ofta (åtminstone till en början) ses som laglösa utstötta, eller rebeller, utan politisk tillhörighet. En hel del av karaktärerna är ofta flyktingar eller statslösa som på ett eller annat sätt fördrivits från sina respektive riken. I Suikoden I, exempelvis, benämns de 108 stjärnorna ofta som "rebellerna" av många, även om de själva föredrar att kalla sig för "Frihetsarmén". 
Varför 108 stjärnor? Förklaringen till det behöver sökas i det litterära originalet. Men om inte annat så är siffran 108 jämnt delbar med tre, vilket återspeglas i arméns uppbyggnad. I Berättelser från Träskmarkerna utgjordes ledarens närmaste följeslagare av en grupp på 36 personer. Även i Suikoden-spelen särskiljer sig en tredjedel av karaktärerna, dvs 36 stycken, i det att deras stjärnor anses vara himlens representanter (alla dessa stjärnors namn börjar med prefixet "Ten-", vilket betyder himmel på japanska), medan de övriga 72 anses representera jorden (dessa stjärnors namn börjar på motsvarande sätt med prefixet "Chi" vilket betyder jord på japanska). Himlens 36 stjärnor representerar ledarskapet, och består relativt konsekvent av gruppens mest inflytelserika rådgivare, politiska ledare, strateger, mäktiga adelspersoner osv, medan jordens 72 stjärnor utgör det "vanliga" folkets representanter, med handelsmän, smeder, hantverkare, arbetare, legoknektar, uppfinnare, läkare, musiker, fiskare, pirater, utstötta, etc. En del av dessa personer ansluter sig automatiskt under spelets gång, medan andra måste rekryteras på något sätt. Ibland återkommer samma personer i flera spel, och får då representera stjärnan ännu en gång, men de flesta karaktärer byts ut. De 108 stjärnorna är dock i princip hela tiden de samma (även om några får små namnförändringar), och i varje spel står de att finna på en stor stentavla där man under varje stjärna kan läsa namnet på personen som representerar stjärnan i det aktuella spelet. De 108 stjärnorna gör att den som spelar flera spel, och som är uppmärksam, kan hitta likheter mellan stjärnornas representanter. Det kan handla både om den roll personen har att spela i armén, men kan också säga något om karaktärens bakgrund eller personlighet. 
Suikoden-spelen är inte särskilt svåra att klara (vilket var skaparen Murayamas avsikt, för att ingen skulle hindras att njuta av berättelsen) men att försöka hitta alla dessa potentiella allierade, och försöka lista ut hur man ska försöka övertyga dem att ansluta sig till gruppen, är inte någon särskilt enkel match. Ibland får man bara en enda chans att rekrytera vissa personer; andra måste hittas under vissa särskilda perioder, annars är det omöjligt att rekrytera dem senare. Dessutom finns det en risk att vissa karaktärer dör - antingen som en konsekvens av vissa val spelaren gör, eller genom att de faller i de större fältslagen (detta fungerar dock lite olika i olika spel). Det är inte nödvändigt att hitta alla 108 karaktärer, eller hålla dem vid liv ända till slutet, men i alla spelen finns någon form av belöning för den som lyckas med detta.

## Spelsystem
Rent speltekniskt är Suikoden-spelen ganska lika många andra traditionella japanska rollspel. I samtliga fem huvuddelar i serien förekommer tre huvudsakliga stridssystem: ett gruppstridsläge där upp till sex (eller ibland fyra) karaktärer kämpar mot en grupp med fiender, ett duellstrids-läge, samt ett arméstridsläge där man kan dra nytta av alla de karaktärer man samlat ihop hittills i spelet. 
Gruppstridssläget är det som i regel används både för vanliga strider och för boss-strider. Det är ett turbaserat system där spelaren ger textkommandon till karaktärerna i gruppen. Systemet förekommer i alla seriens fem huvuddelar, men även i Suikoden Tierkreis.
Duell-stridsläget har följt med genom alla seriens fem huvuddelar och fungerar i princip på samma sätt i alla spelen. De förekommer dock relativt sällan och som regel endast vid särskilt dramatiska tillfällen i handlingen då en enskild karaktär (oftast huvudpersonen, men ibland någon annan) slåss mot en enskild motståndare. Detta stridssystem påminner om sten-sax-påse då spelaren väljer ett av tre kommandon: attack, desperat attack eller försvar. Beroende på vad motståndaren väljer blir utfallet olika. Genom att lyssna till motståndarens kommentarer kan man gissa sig till vad denne tänker göra i nästa drag. 
Ett arméstridsläge, slutligen, har funnits i samtliga seriens huvuddelar, men systemen skiljer sig från spel till spel. Det som förenar de olika varianterna av dessa system är att man här i högre grad kan dra nytta av alla de karaktärer man samlat på sig under historiens gång. Gemensamt för många av de här systemen är dessutom att en del karaktärer riskerar att dö om deras enhet skulle besegras under striden. Trots att Suikoden Tierkreis i övrigt speltekniskt påminner om de fem huvuddelarna saknas ett armésstridsläge i det spelet. De större fältslagen simuleras istället genom att spelaren kontrollerar olika grupper i det vanliga gruppstridsläget, det vill säga genomför ett antal "vanliga" strider med olika grupper. 
De två Suikogaiden-titlarna är uppbyggda som interaktiva böcker och har därför ett betydligt mer avskalat spelsystem. Det enda spelaren egentligen har att göra är att fatta vissa beslut utifrån olika alternativ, vid vissa tidpunkter. Alternativen som står till buds påverkas av vad spelaren har gjort tidigare.
Suikoden Tactics är ett taktiskt rollspel som speltekniskt har mer gemensamt med spel som Final Fantasy Tactics eller Tactics Ogre snarare än Suikoden. I likhet med i de spelen är striderna uppbyggda på så vis att spelaren flyttar sina karaktärer över ett stort rutnät. 

## Spel
- Suikoden (1995)
- Suikoden II (1998)
- Gensō Suikogaiden Vol. 1 Harmonia no Kenshi (2000)
- Gensō Suikogaiden Vol. 2 Crystal Valley no Kettō (2001)
- Gensō Suikoden Card Stories (2001)
- Suikoden III (2002)
- Suikoden IV (2004)
- Suikoden Tactics (2005)
- Suikoden V (2006)
- Suikoden Tierkreis (2008)
- Gensō Suikoden: Tsumugareshi Hyakunen no Toki (2012)
- Suikoden I & II: Gate Rune and Dunan Unification Wars (2025)
- Suikoden Star Leap (2025)

Suikogaiden 1 fungerar som en sidoberättelse som utspelar sig parallellt med handlingen i Suikoden 2. Det lyfter upp nya och fördjupade perspektiv på händelserna i det spelet. Suikogaiden 2 utspelar sig några månader efter slutet på Suikoden 2, och ger vissa ledtrådar om vart handlingen så småningom är på väg i Suikoden 3. Tyvärr har Konami aldrig officiellt släppt någon av dessa två titlar utanför Japan, men de finns inofficiellt översatta till engelska. Det är möjligt att ladda sparfiler från Suikoden 2 in i Suikogaiden 1, och därefter är det möjligt att ladda en sparfil från Suikogaiden 1 in i Suikogaiden 2. Båda titlarna är liksom de två första spelen i serien utgivna till Playstation. 
Suikoden Card Stories kretsar även det kring händelserna kring Suikoden 2, men till skillnad från Suikogaiden-spelen så ska det inte ses som ett tillägg utan det är snarare en "light"-version av händelserna i det spelet. I centrum står själva kortspelsmekaniken, som skiljer sig helt från övriga titlar i serien. Spelaren kan samla på kort som representerar karaktärer, platser och händelser från seriens två första spel. Dessa kan sedan användas för att delta i olika strider och kortspel. Spelets något oväntade mekanik kan förstås mot bakgrund av att Konami under dessa år även tryckte ett fysiskt Suikoden-kortspel (även det endast i Japan). Liksom Suikogaiden-spelen släpptes Suikoden: Card Stories bara i Japan, men numera finns inofficiella engelska översättningar att komma över. Spelet finns till Game Boy Advance.
Suikoden Tactics fungerar som en fortsättning av Suikoden 4 och är därför lämpligast att spela efter att ha spelat det spelet. Det går att ladda data från en sparfil från Suikoden 4 in i Suikoden Tactics. Precis som i de andra titlarna går det att rekrytera ett stort antal karaktärer, där de flesta återvänder från Suikoden 4 (det går dock inte att samla 108 stycken). Suikoden Tactics finns till Playstation 2. 
Suikoden Tierkreis påminner i sitt spelsystem om de övriga huvuddelarna i serien, men det utspelar sig inte i samma värld varför beröringspunkterna annars huvudsakligen står att finna i själva mysteriet och legenden kring de 108 stjärnorna. Suikoden Tierkreis är utgivet till Nintendo DS. 
Suikoden: Tsumugareshi Hyakunen no Toki är endast utgivet i Japan. Liksom Suikoden Tierkreis utspelar det sig inte i den huvudsakliga Suikoden-världen och har därför inga kopplingar till huvudserien vad gäller handlingen, men det går fortfarande att samla 108 karaktärer. Spelet gavs ut till PSP. 